# Lacina Traoré
Lacina Traoré (* 20. srpna 1990, Abidžan) je fotbalový útočník z Pobřeží slonoviny, v současnosti hráč klubu AS Monaco. Nastupuje i za fotbalovou reprezentaci Pobřeží slonoviny.

## Reprezentační kariéra
V A-mužstvu Pobřeží slonoviny debutoval 14. listopadu 2012 v Linci v přátelském zápase proti domácímu týmu Rakouska (výhra 3:0). Odehrál druhý poločas a na výhře se podílel jednou vstřelenou brankou.
Hrál na Africkém poháru národů 2013 v Jihoafrické republice.

Zúčastnil se i Afrického poháru národů 2015 v Rovníkové Guineji, kde s týmem získal zlatou medaili.